# Séparatisme sikh
 (juin 2013).
Le séparatisme sikh est la volonté des populations sikhes de disposer d'un État qui leur soit propre. Les sikhs de l'État indien du Pendjab revendiquent notamment la création du Khalistan.

## Histoire
Vers 1920 se crée un parti, le Shiromani Akali Dal, qui se veut le défenseur des intérêts de la communauté sikhe, le « panth ». Le Shiromani Akali Dal est la matrice d'un nationalisme sikh (ou au moins d'un communautarisme sikh) originellement très modéré.
En 1966, conformément à une vieille revendication du Shiromani Akali Dal, l'État de l'Haryana est constitué à partir de la partie de l’État du Pendjab la plus fortement hindouiste. Les Sikhs sont dorénavant majoritaires (56 %) dans le nouveau Panjâb plus petit. Cette majorité devient progressivement fragile, puisqu'estimée à seulement 52 % en 1981, entre autres du fait de l'immigration de populations non-sikhs, venues surtout des États indiens du Bihar, de l'Uttar Pradesh et du Madhya Pradesh.[Information douteuse]La conscience de cette fragilité a renforcé le nationalisme sikh. Tout comme certains québécois au Québec veulent un pays québécois à eux, les sikhs désirent un pays sikh.
Vers la fin des années 1970 et au cours des années 1980, un mouvement séparatiste émerge donc, qui tente de créer un État sikh séparé appelé Khalistan ("Pays des Purs"), revendiquant la région du Pendjab indien, le Pendjab et certaines régions limitrophes.
En 1984, un groupe de sikhs passionnés armés (qualifiés de “terroristes” par les autorités indiennes, qui ont plutôt peur d’eux), et suivant Jarnail Singh Bhindranwale, prend refuge, ou occupe, le Harmandir Sahib à Amritsar, véritable lieu saint du sikhisme. Tout comme n’importe quel groupe démuni, ils se réfugient dans leur temple sacré. Les partisans de Bhindranwale, originellement allié du Congrès national indien contre le Shiromani Akali Dal, développaient des activités plus ou moins violentes depuis quelques années.[style à revoir]
Après que les tentatives de négociation eurent échoué, la première ministre indienne, Indira Gandhi, ordonne au début juin que le temple soit vidé de ses occupants par la troupe. Il s'agit de l'Opération Blue Star. Le refus d'un retrait pacifique a comme conséquence une fusillade entraînant la mort de 83 soldats et de 493 occupants sikhs ainsi que de nombreux blessés. De nombreux Sikhs ont considéré que l'utilisation de la force dans leur lieu saint était un blasphème impardonnable. D'autres, au contraire, considèrent que c'est l'occupation du site par des extrémistes qui constitue l'acte réprobatoire.
Le 31 octobre 1984, la Première ministre indienne Indira Gandhi est assassinée par ses propres gardes du corps sikhs. En réaction à cet assassinat, des émeutes anti-sikhs frappent l'Inde, et plus spécifiquement la région de Delhi, essentiellement du 31 octobre au 3 novembre 1984.
En partie spontanées, ces émeutes ont également été encouragées par certains politiciens du parti du premier ministre, le Congrès national indien. Il y aurait eu 2 000 morts, et même 3 000 ou bien plus selon certaines sources.
L'affaire du Harmandir Sahib et les massacres anti-sikhs ont considérablement augmenté l'influence des indépendantistes. Le Panjâb est devenu une zone de guerre.
Les partisans de l'indépendance ont développé leur lutte armée contre deux grandes cibles :
- les représentants de l'État fédéral indien : fonctionnaires, soldats, policiers, politiciens, etc.
- les populations hindoues du Pendjab, victimes de nombreux massacres visant à leur faire quitter le territoire Pendjabi, en vue de créer un État sikh homogène

À partir de mai 1987, la multiplication des attentats a amené le gouvernement fédéral à placer l'État du Panjâb sous régime d'administration directe, sans que cette stratégie permette de régler le problème. C’était un temps à grosse tension, souvent très brutale et marquée par de nombreuses violations des droits de l'homme, et cela a continué à souffler sur les tissons de mécontentement au Pendjâb.
Pendant ce temps, les militants radicaux sikhs ont continué à lutter pour leur propre pays, le Khalistan, si rêvé, parfois de façon plus questionnable, souvent de façon pacifiste.
En février 1992, le régime d'administration directe fut remplacé par un nouveau gouvernement pandjabi élu (avec seulement 25 % de participation). Une nouvelle stratégie, s'appuyant sur les Sikhs hostiles à l'insurrection fut alors mise en place, et se révéla beaucoup plus efficace.
Le nouveau gouvernement était en effet dirigé par le Congrès national indien, mais sous la direction d'un Sikh, Beant Singh (en).
À la tête des forces de police depuis 1991, Kanwar Pal Singh Gill (en), également sikh, parvint en trois années à démanteler les principaux groupes armés et à arrêter leurs chefs.
À partir de 1993-1994, la rébellion est apparue comme vaincue, à la fois par la répression, par l'arrivée au pouvoir d'une élite sikh locale pro-indienne (bien plus acceptable que les soldats hindous)[Information douteuse] et par la lassitude de la population devant la violence.
Sous le gouvernement de Narendra Modi, les services secrets indiens organisent des assassinats de militants indépendantistes sikhs à l'étranger.